# Patriotisme

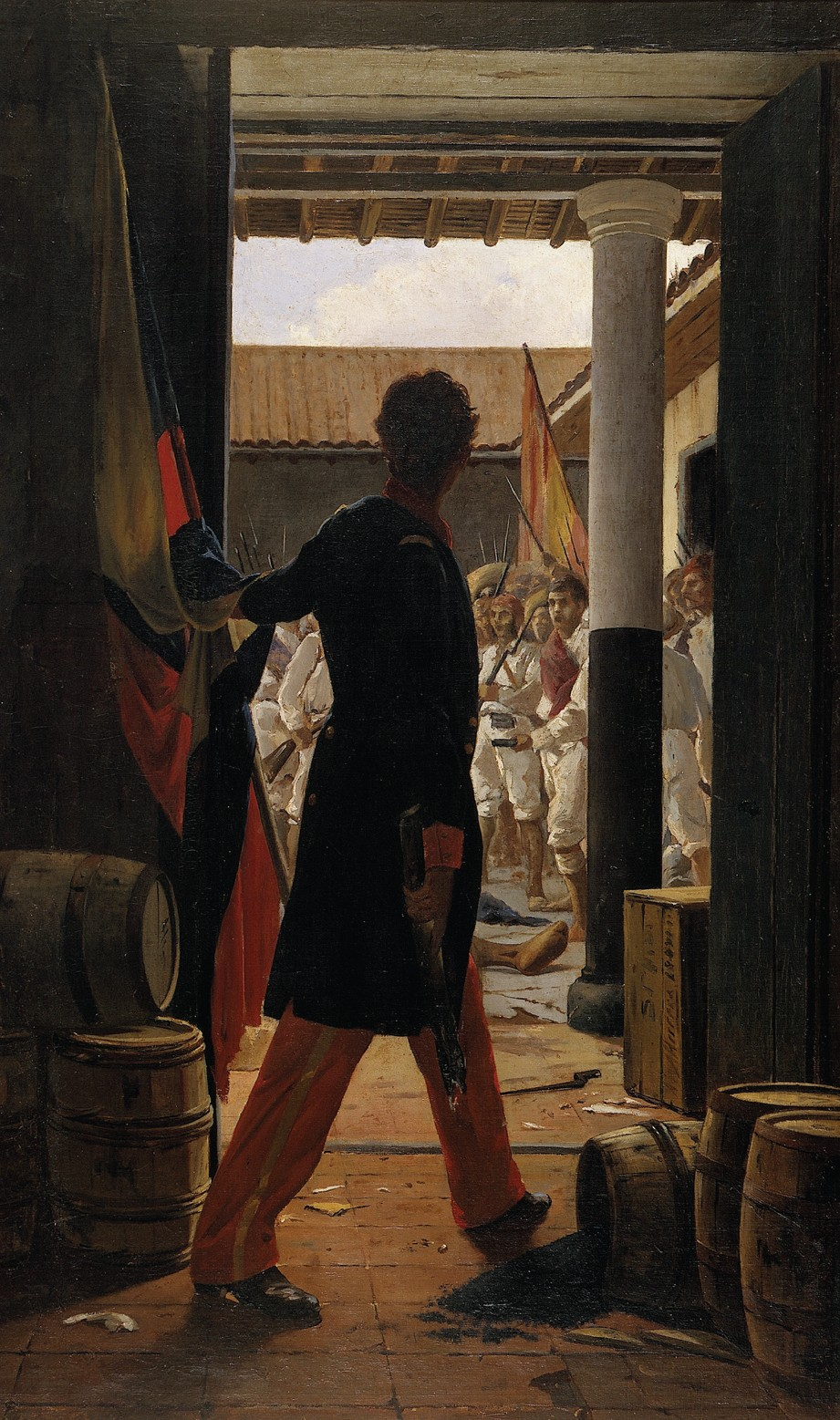
Voladura del polvorí de Sant Mateu per Antonio Ricauter. Pintura d'Antonio Herrera Toro, 1883.

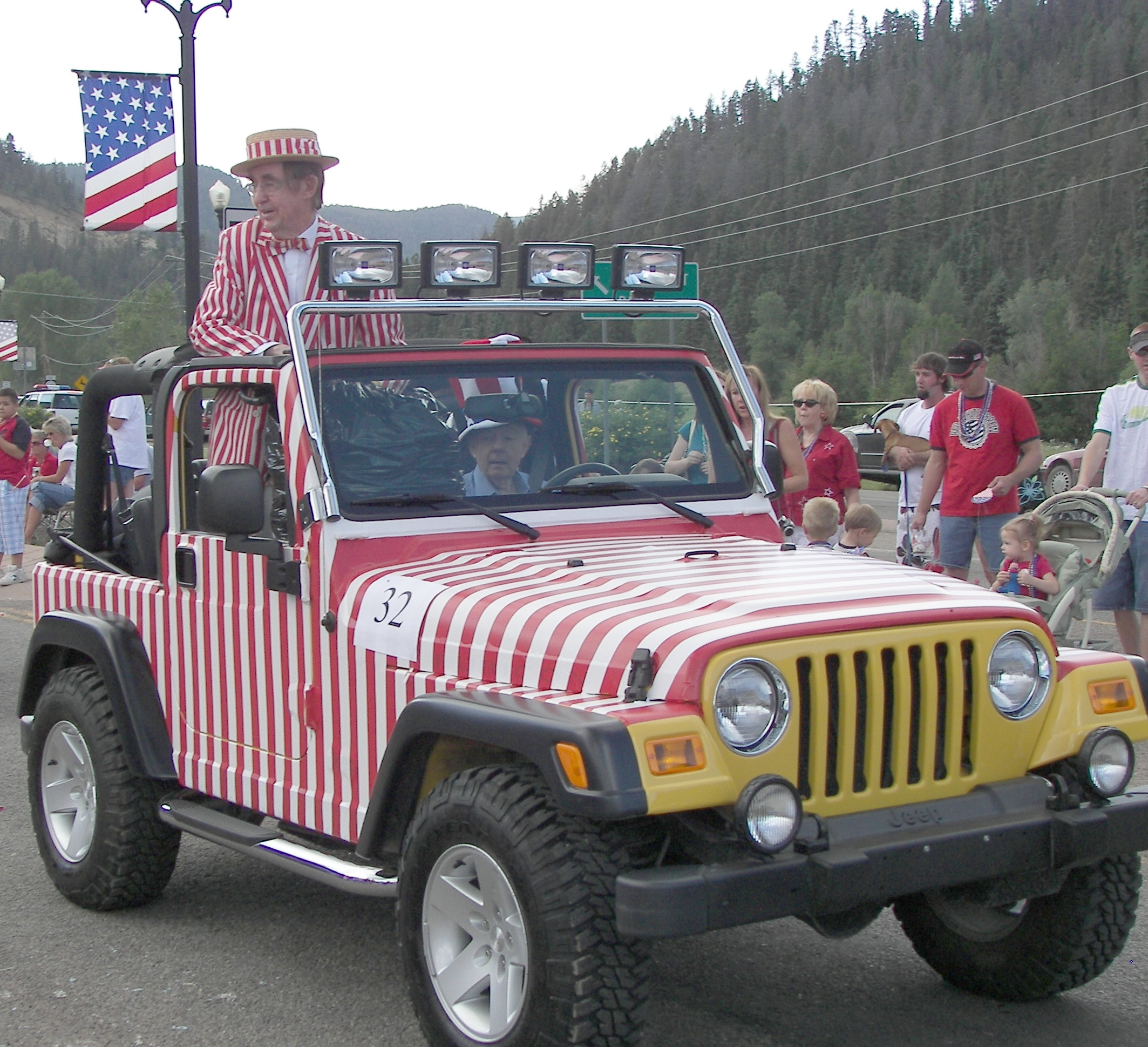
Expressions de patriotisme als Estats Units d'Amèrica.

El patriotisme és la devoció que es pot sentir pel país propi, sentiment que és aplicable a tots els grups humans amb relació a la terra on se situa cada un, tot i que la paraula pot tenir diferents sentits segons el context, l'època, el lloc i les idees polítiques o filosòfiques. És un sentiment molt proper al nacionalisme, que és més aviat una ideologia política.
El mot patriota ve del grec πατριώτης (patriōtēs), que seria l'"habitant de la contrada", i que ve de πατρίς, "pàtria", és a dir: "terra dels pares". Les primeres manifestacions les trobem en el món antic, entre la història i la llegenda, i van ser en la seva major part l'expressió, tant a Grècia com a Roma, de sentiment cívic, d'orgull i d'amor a la pròpia comunitat política (la polis, o l'Imperi Romà). L'ús del concepte de patriotisme apareix per primer cop a principis del segle xviii, i va tenir el moment de major expansió ideal i política en l'àmbit europeu durant el curs del segle XIX en relació amb el desenvolupament de la idea de nació i amb les lluites per la independència.